# 東和禪寺觀音禪堂
25°02′22″N 121°31′21″E / 25.039433°N 121.522578°E
東和禪寺觀音禪堂，是位於臺灣臺北市中正區東門里、台北市青少年育樂中心旁的觀音寺，建於1914年，為曹洞宗兩大本山臺灣別院的殘餘建築，列為市定古蹟。

## 歷史沿革
1914年重建曹洞宗兩大本山臺灣別院本堂時，台灣僧侶孫心源於大殿右側興建專供臺灣人禮佛的觀音禪堂。依碑所載，捐建者以辜顯榮為首，他捐金額達日幣百圓。
禪堂格局為三合院建築，建材有紅色磚牆、黑瓦屋頂、石磚地板等。山門與內部藻井皆有久我竜胆與五七桐的家紋、寺紋。結構為台灣抬樑式（柱少、樑粗）、穿斗式（柱多、樑細）典型的混合。當時為吸引臺灣本地信徒，除禪堂特建成閩式建築外，甚至在門口擺設了中國的石獅。

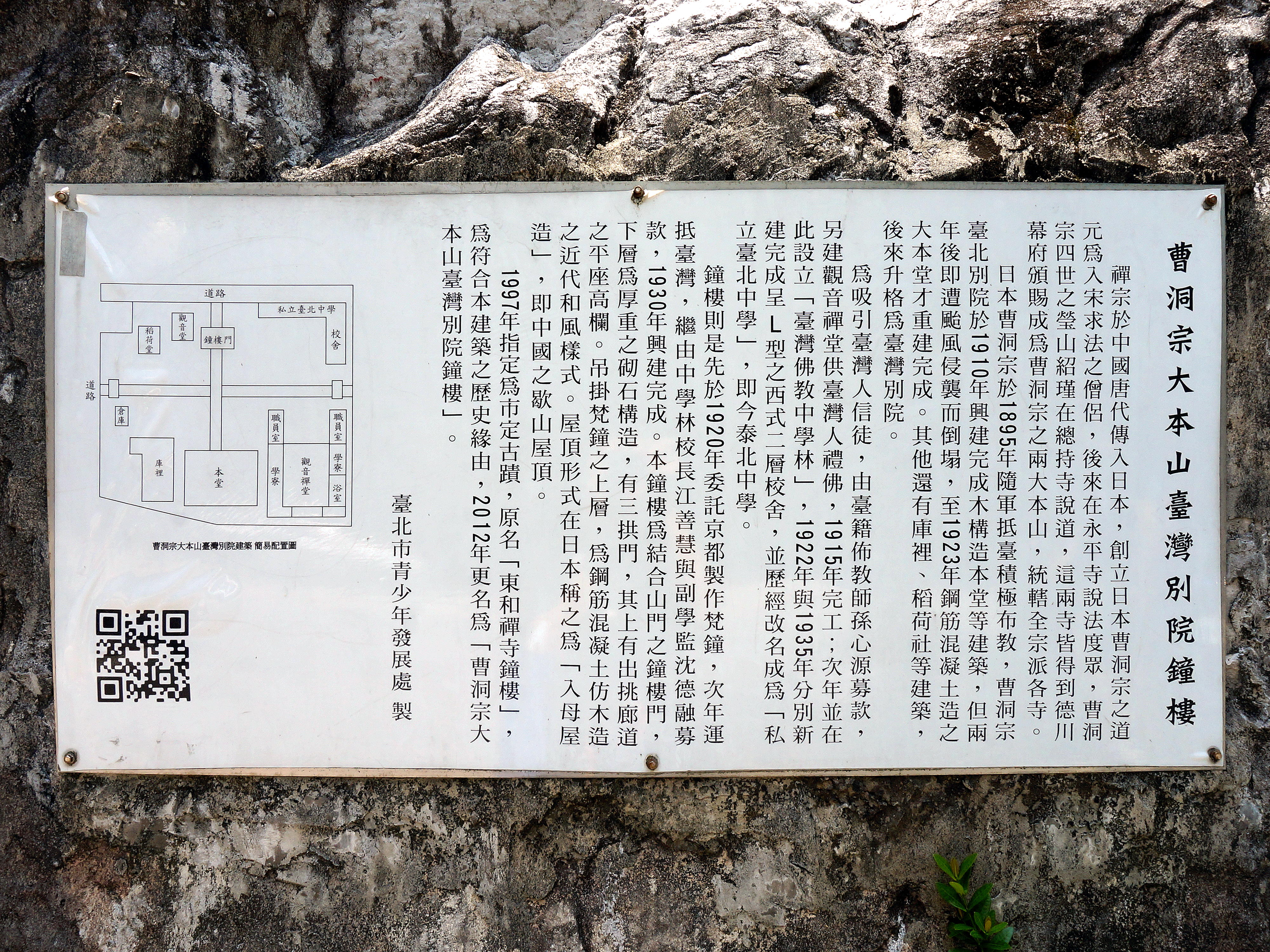
解說牌

1947年，心源和尚任開山住持，完成寺廟登記有案，取名為「東和禪寺」。寺方在泰北中學占有一席董事，並設立禪寺開山祖師的獎學金。
1957年，源靈和尚主持法會不久，三尊日治時期就有的銅鑄佛像遭竊，直到2009年農曆二月十九日觀音菩薩聖誕由震旦行董事長陳永泰購回安奉。
1990年8月27日下午，東和禪寺準備普渡祭典時，後殿起火全毀；兩年後報導，東和禪寺年久失修，屋頂已破大洞，可清楚地看見裡面的鋼筋。該年，李乾朗在以「穿過東門的歷史建築——找回失落的東門町」為題演講中，建議政府把東和禪寺、臺北府城東門、黃氏節孝坊等九個地方，作為東門町文化指標。台北市政府教育局在旁興建臺北市青少年育樂中心後，原本和寺廟一體的曹洞宗大本山臺灣別院鐘樓被一分為二，周遭環境不佳，引起臺北市議員厲耿桂芳在2000年8月30日對市府民政局、文化局表達不滿，要求應落實文化資產的重視。2002年3月21日，台北市文化局局長龍應台會勘，對周圍景觀重建範圍進行確認，計畫是透過地表鋪面將鐘樓與在後面的東和禪寺串聯在一起。由設計師詹益中負責規畫，拆除部分圍牆以加強景深，在禪寺庭園裡種上竹子，設置水池和座椅，大殿、拜殿和兩側廂房裝上照明燈光。
2013年2月初，台北市政府市政會議審議通過，指定觀音禪堂為市定古蹟。

## 外部連結
- 官方网站